# Городоватка
Городоватка (укр. Городуватка) — село, Андреевский сельский совет, Широковский район, Днепропетровская область, Украина.
Код КОАТУУ — 1225882203. Население по переписи 2001 года составляло 30 человек.

## Географическое положение
Село Городоватка находится на правом берегу реки Ингулец, выше по течению на расстоянии в 2,5 км расположено село Андреевка, ниже по течению на расстоянии в 3 км расположено село Розовка, на противоположном берегу — село Новокурское.